# Vigsel- och registreringsförrättare
Vigsel- och registreringsförrättare är i Sverige en person med befogenhet att utfärda juridiskt giltiga äktenskap och registrerade partnerskap.

## Bakgrund
En borgerlig vigselförrättare utses av länsstyrelsen. En förrättare har rätt till ersättning för sitt arbete. 110 kronor utbetalas för ett uppdrag. Vid flera förrättningar på samma dag utgår ersättning med 30 kronor för varje ceremoni efter den första.
Tidigare skilde man på en vigselförrättare, som hade rätt att utfärda juridiskt giltiga äktenskap mellan två personer av olika kön, och en registreringsförrättare för registrerat partnerskap, som hade rätt att utfärda juridiskt giltiga registrerade partnerskap mellan två personer av samma kön. I många fall hade en och samma person dock till uppgift att utfärda båda.
Sedan 1 maj 2009 har lagen om registrerat partnerskap upphört och äktenskapslagstiftningen är sedan dess könsneutral. Det är vanligt att en vigselförrättare planerar ceremonin tillsammans med paret.
På många svenska ambassader eller generalkonsulat finns borgerliga vigselförrättare, som gör det möjligt att ingå äktenskap enligt svensk lag även utanför Sveriges gränser.

## Religiös vigselförrättning
Huvudartikel: Vigselrätt
Ett trossamfund kan i Sverige få vigselrätt av Kammarkollegiet. En präst eller annan befattningshavare inom ett trossamfund som fått vigselrätt kan av Kammarkollegiet efter ansökan från trossamfundet förordnas till vigselförrättare. Det krävs alltså såväl ett beslut av Kammarkollegiet att trossamfundet ska få rätt att förrätta vigsel, som ett beslut att den enskilda prästen eller motsvarande befattningshavaren ska få vigselrätt för att en vigsel ska bli giltig. Detta gäller såväl inom Svenska kyrkan som inom andra samfund.
Svenska kyrkan i utlandet har fått rätt av regeringen att på vissa utrikes orter förrätta vigsel enligt Svenska kyrkans ritual. 
Oavsett om det rör sig om en borgerlig eller en kyrklig vigsel är det staten som beslutar om en viss person är behörig att förrätta vigsel.